# Mont-ras
Mont-ras är en kommun i Spanien.   Den ligger i provinsen Província de Girona och regionen Katalonien, i den östra delen av landet, 600 km öster om huvudstaden Madrid. Antalet invånare är 1 818. Arean är 12,3 kvadratkilometer. Mont-ras gränsar till Palafrugell, Palamós, Vall-Llobrega och Forallac. 
Terrängen i Mont-ras är platt.